# Muzeum Walki i Męczeństwa „Palace” w Zakopanem
Muzeum Palace w Zakopanem – muzeum z siedzibą w Zakopanem. Placówka jest prowadzona przez Muzeum Tatrzańskie im. Dra Tytusa Chałubińskiego w Zakopanem

## Historia
Muzeum mieści się w piwnicach wybudowanego w 1930 hotelu „Palace”, w pomieszczeniach dawnej katowni Gestapo z czasów II wojny światowej. Placówka powstała w 1994 z inicjatywy dr. Wincentego Galicy, więźnia katowni. Działała do 1999 roku, kiedy to nowy właściciel obiektu uniemożliwił dostęp do piwnic, zlikwidował wystawę oraz przystąpił do przebudowy pomieszczeń, niszcząc m.in. oryginalne napisy więźniów. W wyniku interwencji byłych więźniów oraz akcji medialnej, władze Zakopanego doprowadziły do podpisania umowy nieodpłatnego użyczenia części piwnic z przeznaczeniem na muzeum. Placówka została ponownie otwarta w 2001 roku.
W ramach muzealnej wystawy eksponowane są pamiątki po więźniach oraz ich oprawcach z Gestapo. W zbiorach znajdują się zdjęcia, dokumenty, narzędzia tortur (kajdany) oraz wspomnienia przetrzymywanych tu osób. Zachowały się również niektóre zapisy na ścianach.
W grudniu 2017 roku budynek został wykupiony przez gminę za kwotę 11,5 mln złotych. 13 grudnia 2021 roku budynek odkupiło Muzeum Tatrzańskie płacąc 3/4 jego wartości, a pozostałą część otrzymując w formie darowizny.
13 kwietnia 2022 roku Muzeum Tatrzańskie im. dra Tytusa Chałubińskiego w Zakopanem przekazało teren byłego Hotelu Palace wraz z budynkiem pod wyczekiwany od lat remont konserwatorski pod utworzenie nowego muzeum.
Muzeum zostało uroczyście otwarte w 8 marca 2024 roku. W uroczystości otwarcia uczestniczyli parlamentarzyści, samorządowcy m.in. Marszałek Województwa Małopolskiego Witold Kozłowski, Senator Jan Hamerski, Poseł Andrzej Gut-Mostowy a także duchowni, członkowie różnych stowarzyszeń i wiele innych.
Muzeum posiada w swojej ekspozycji pamiątki nie tylko związane ze znajdującą się tam w czasie okupacji niemieckiej ,,Katownią Podhala'', znajduje się tam też dużo eksponatów związanych z narciarstwem, późniejszym zastosowaniem budynku.
Wśród więźniów "Palace" – poza Wincentym Galicą – byli m.in. Bronisław Czech, bł. Piotr Dańkowski, kpt. Ernest Durkalec, Franciszek Gajowniczek, Izydor Gąsienica-Łuszczek, Stanisław Marusarz, Helena Marusarzówna, Augustyn Suski, Zbigniew Kołączkowski.

## Ekspozycja

Ekspozycja
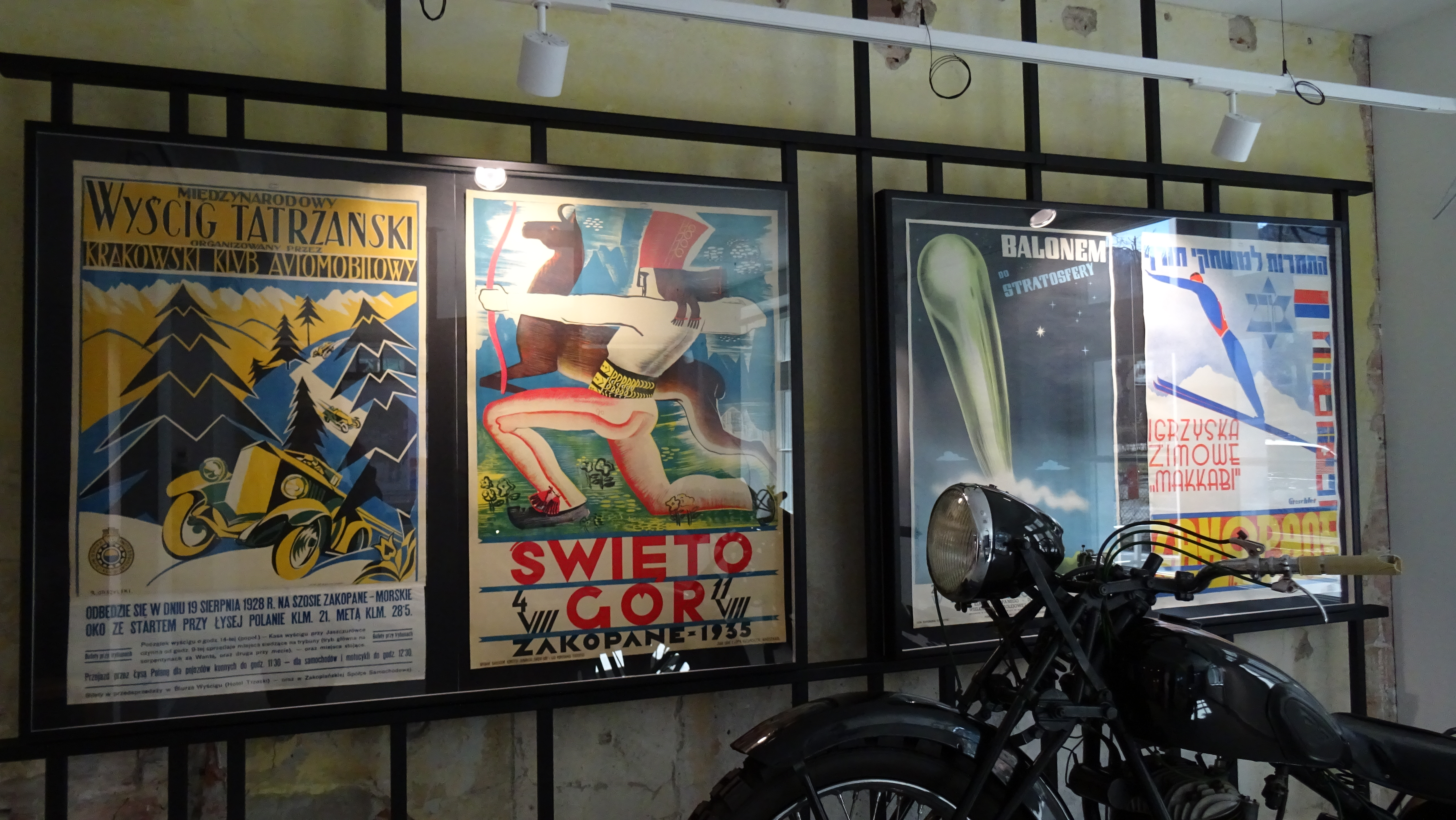
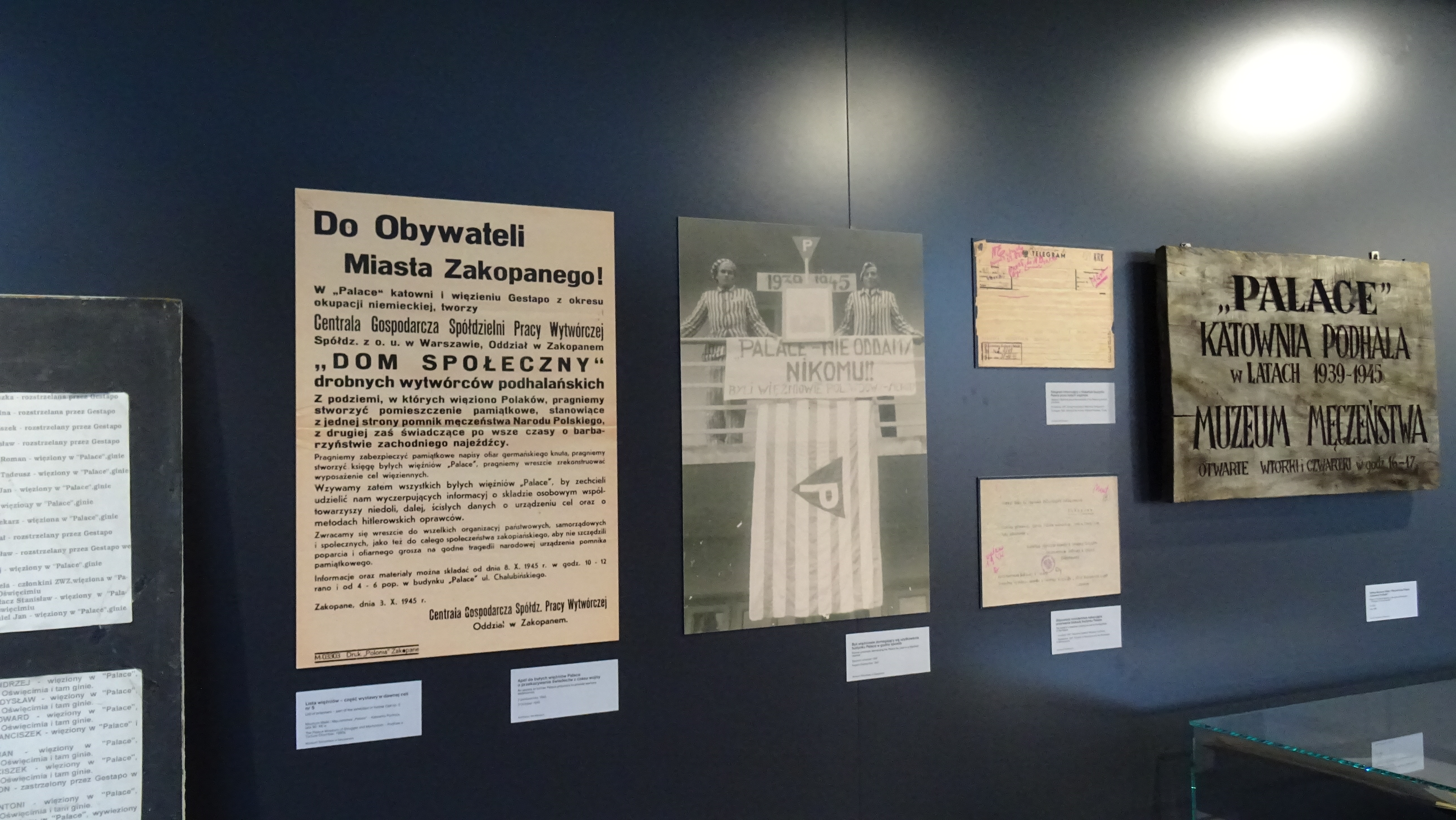
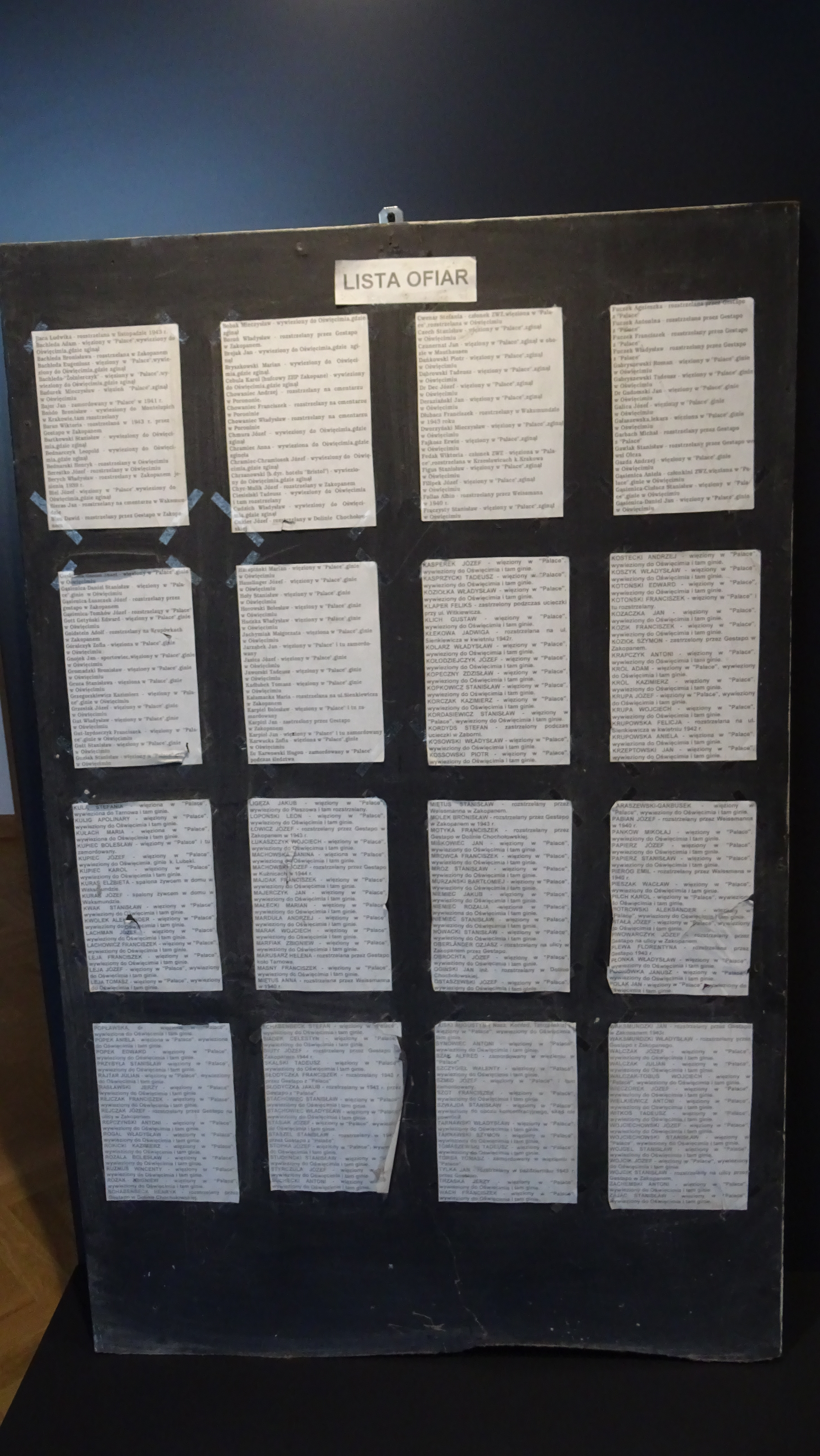
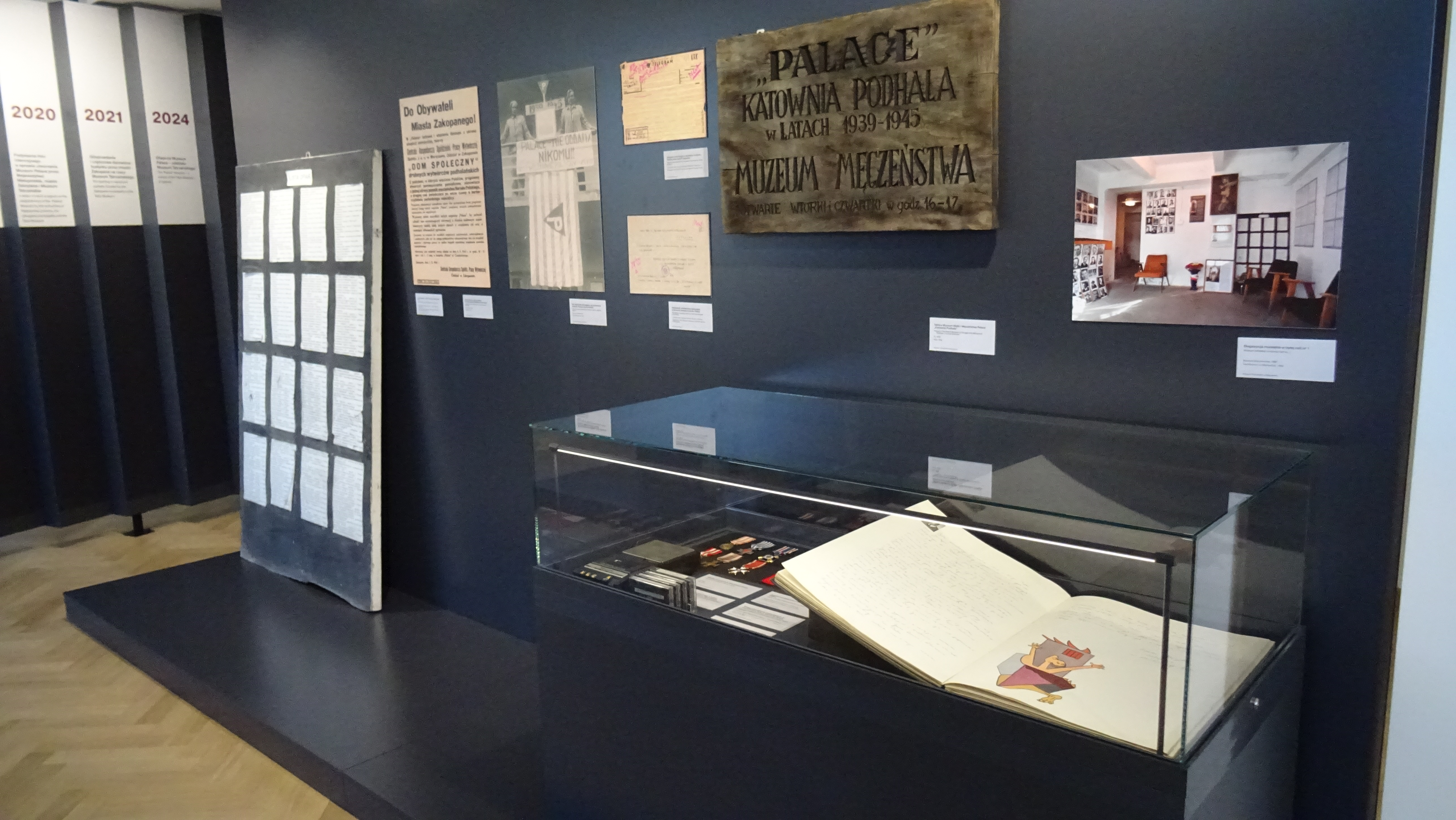
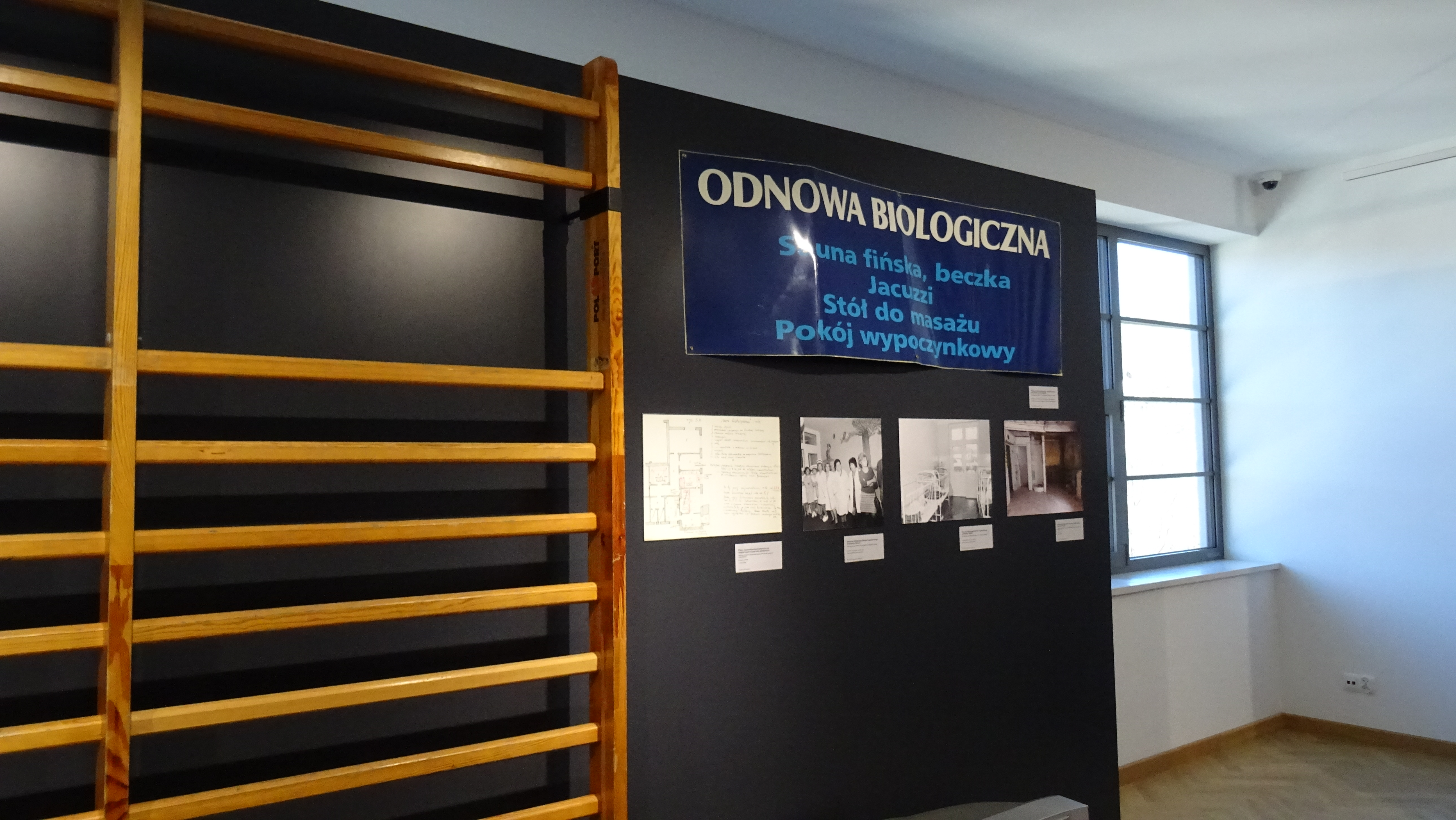
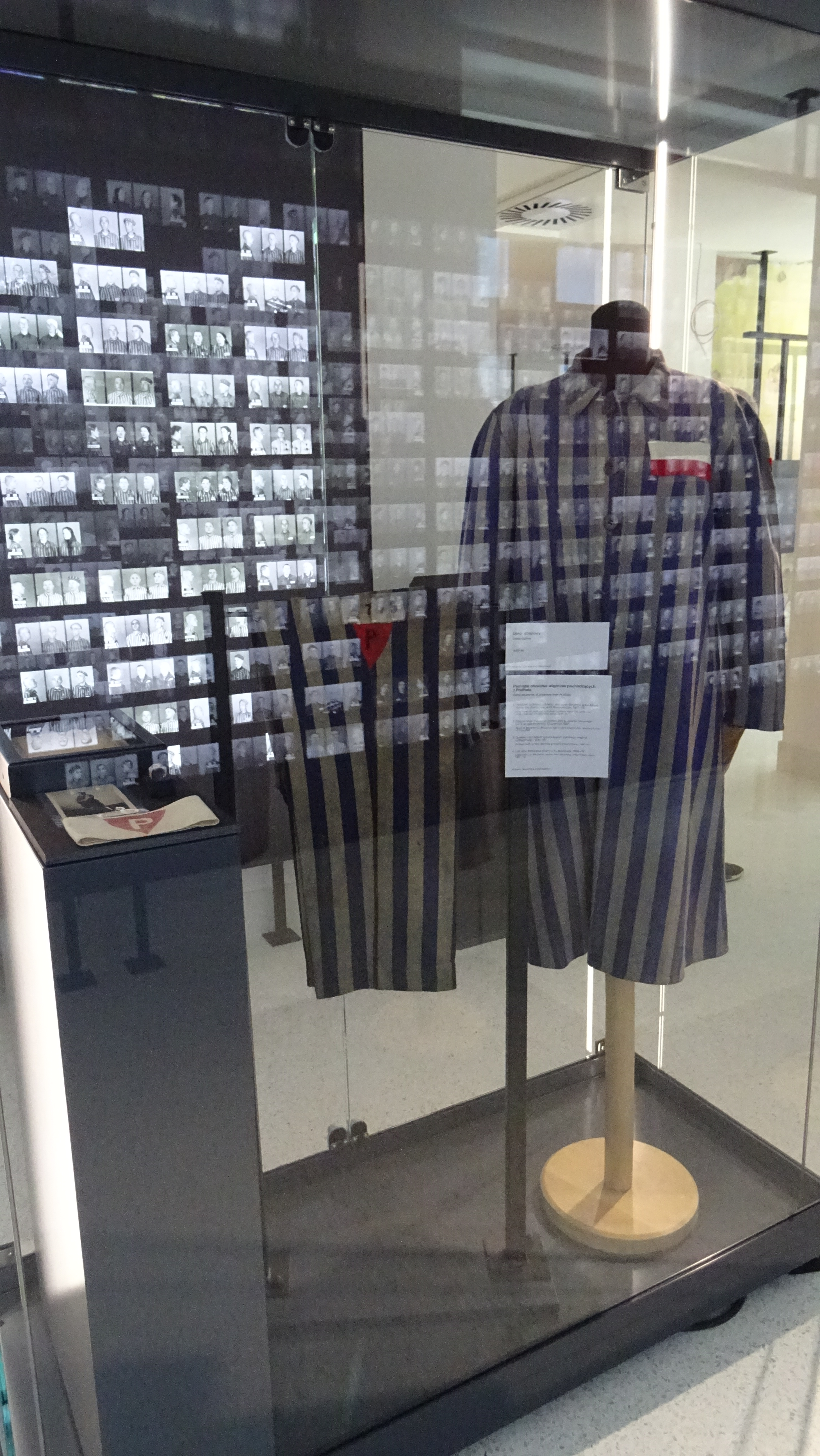
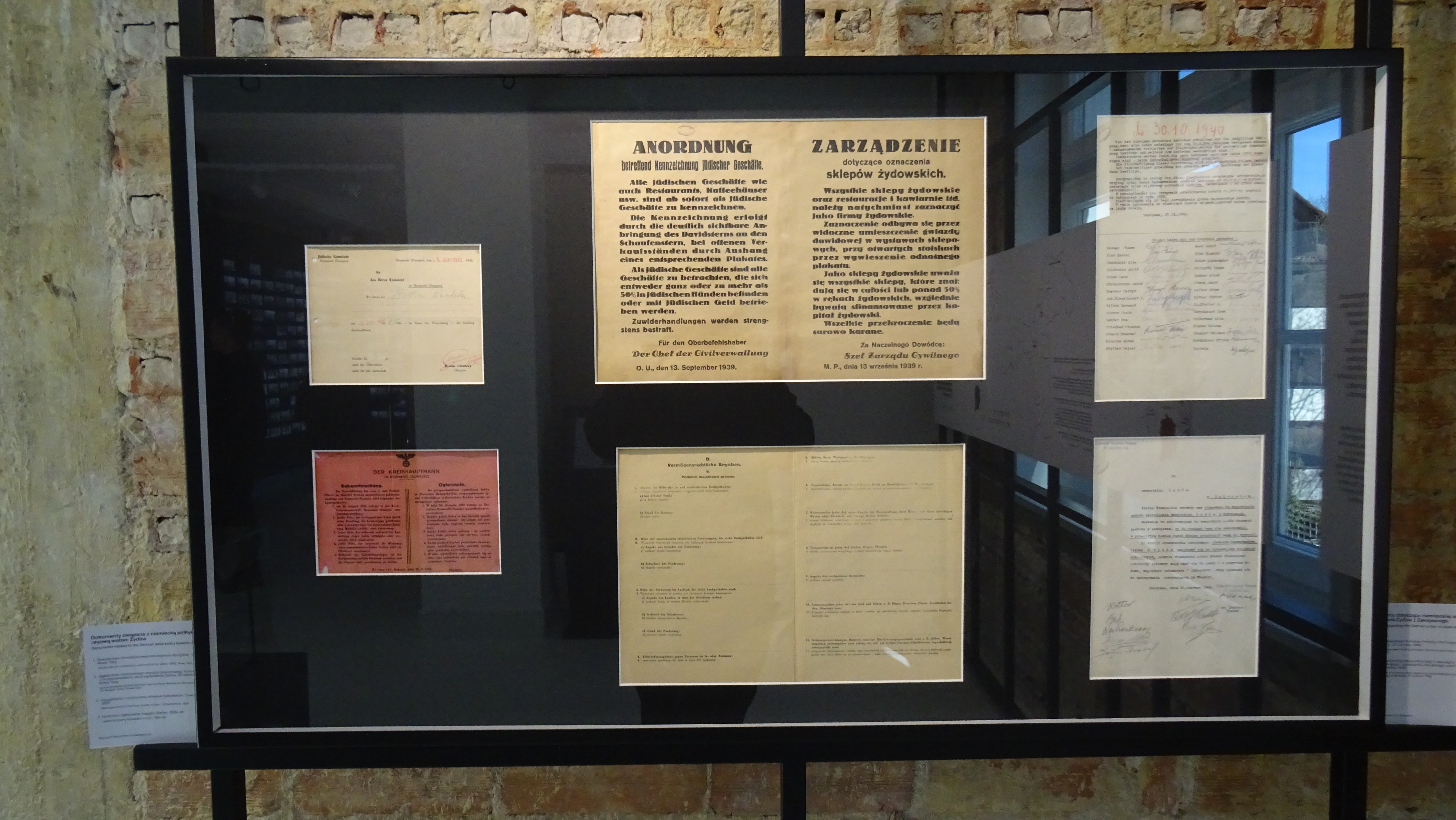
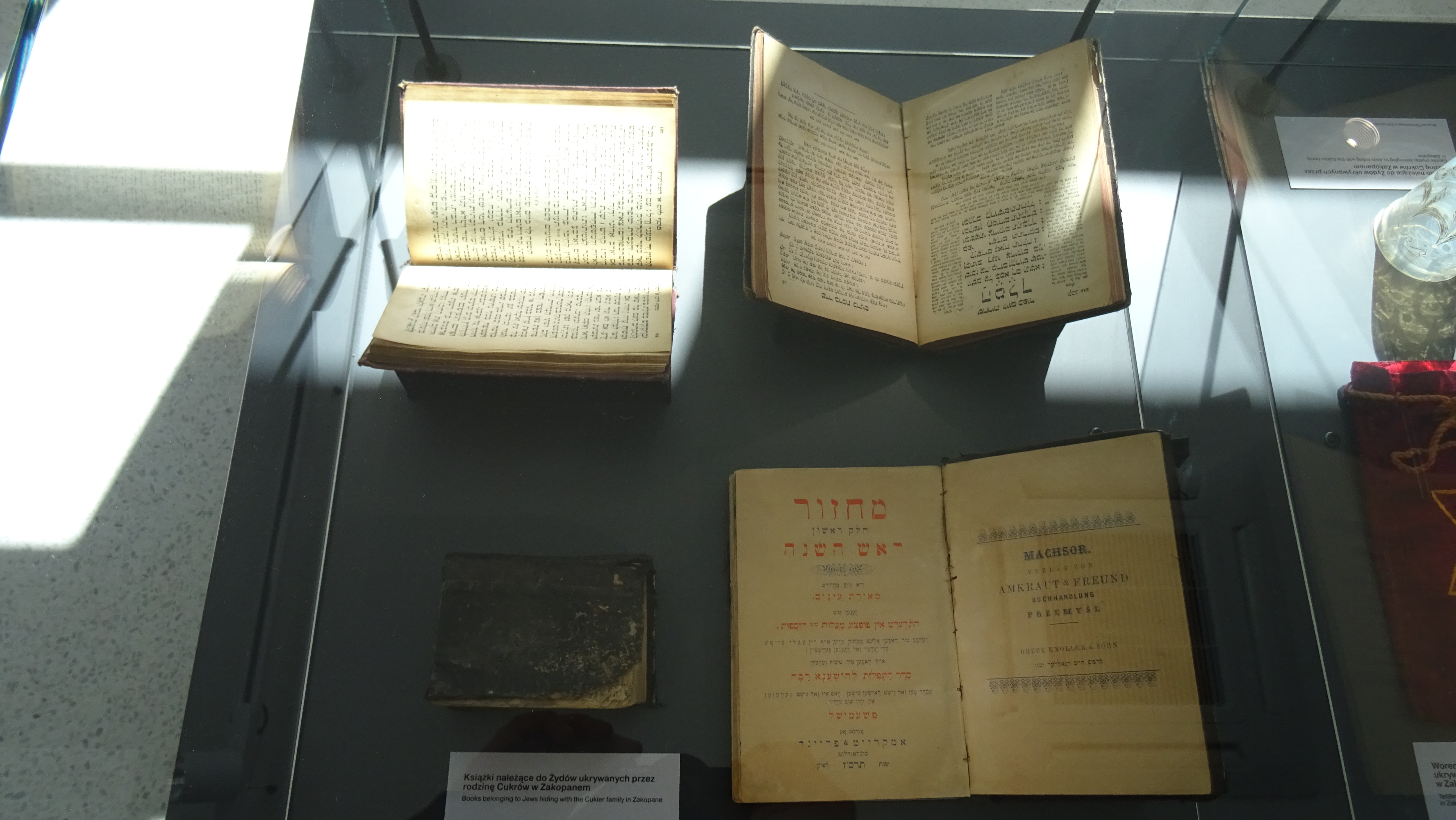
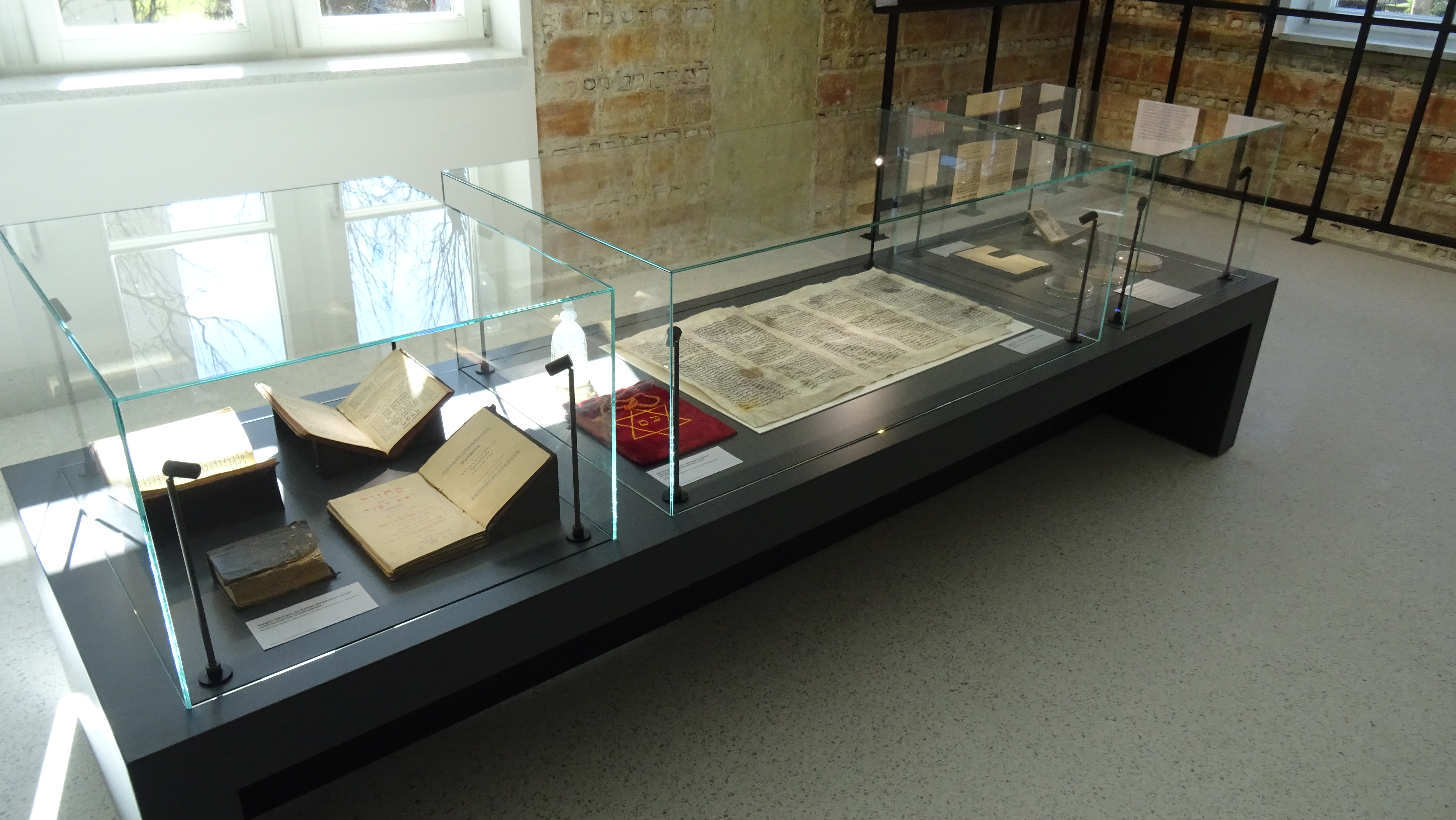
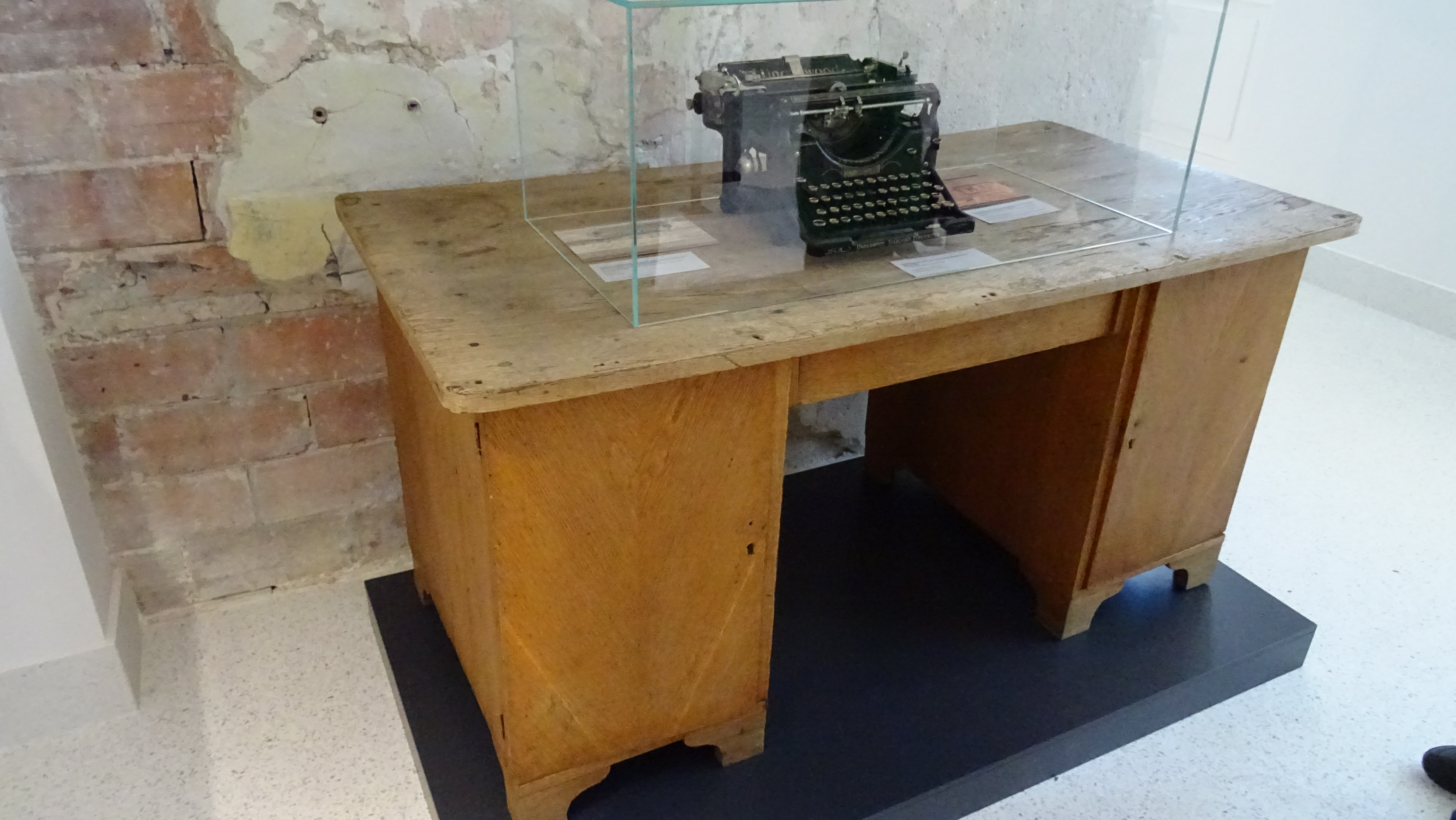
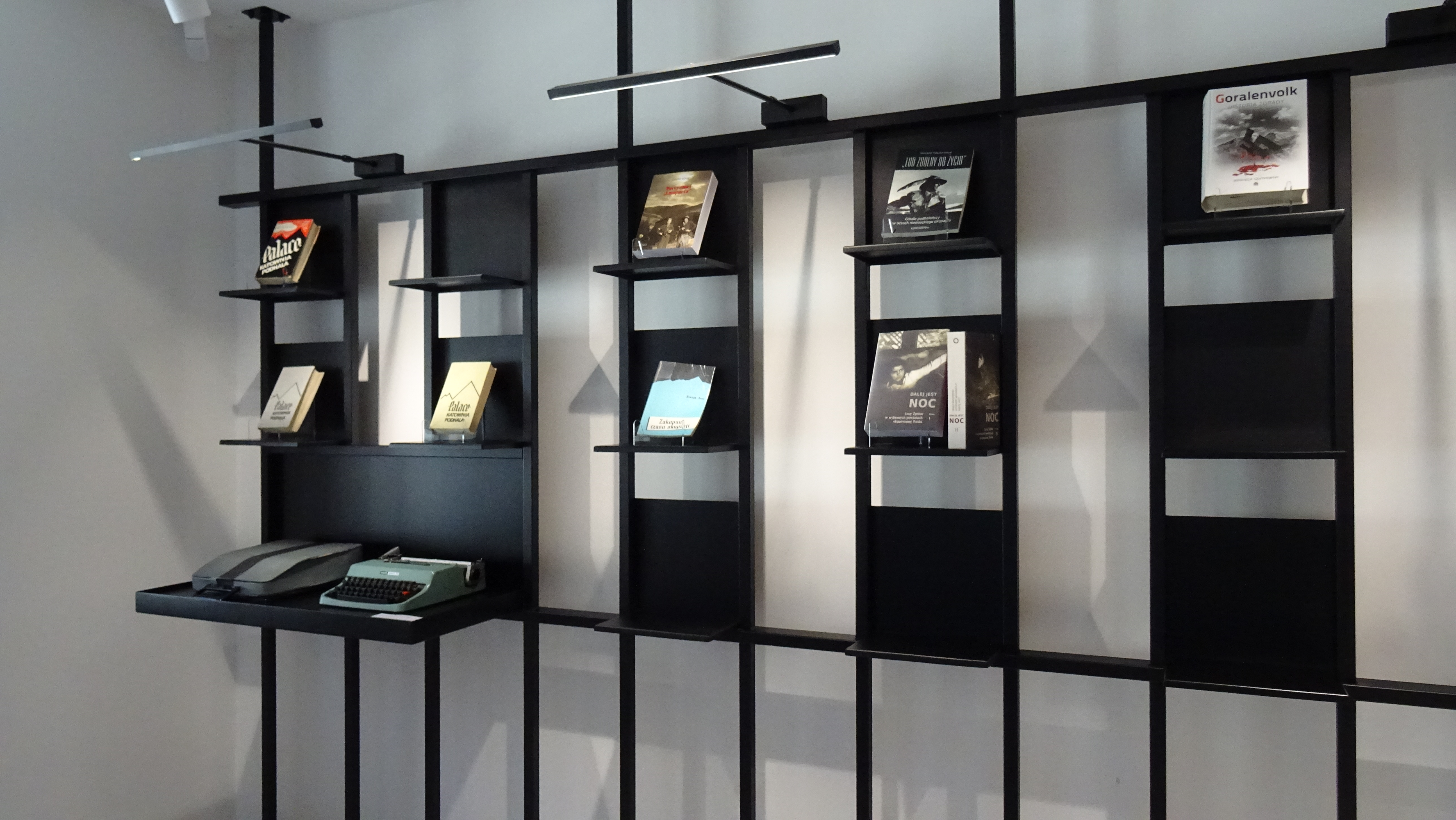
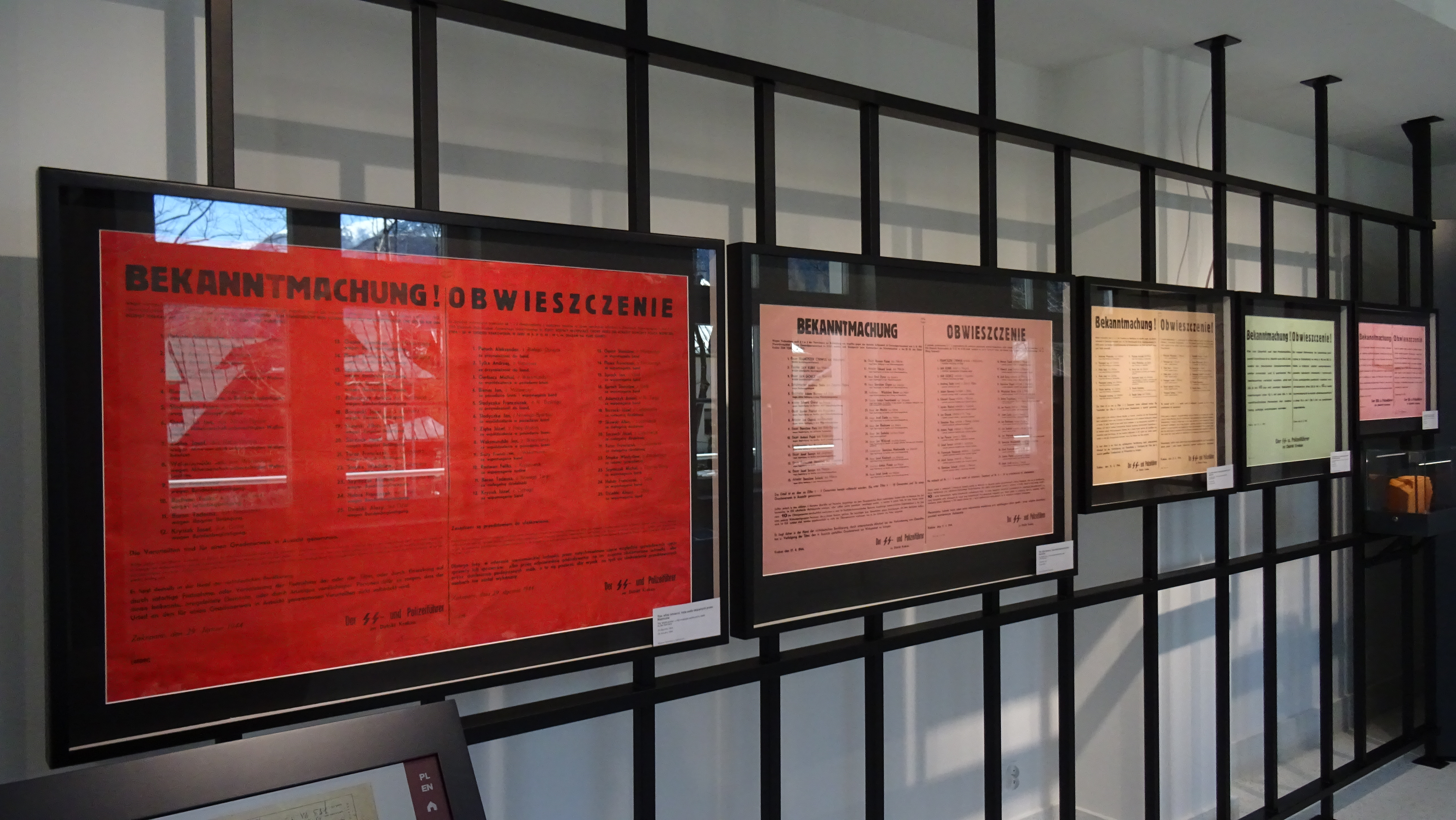
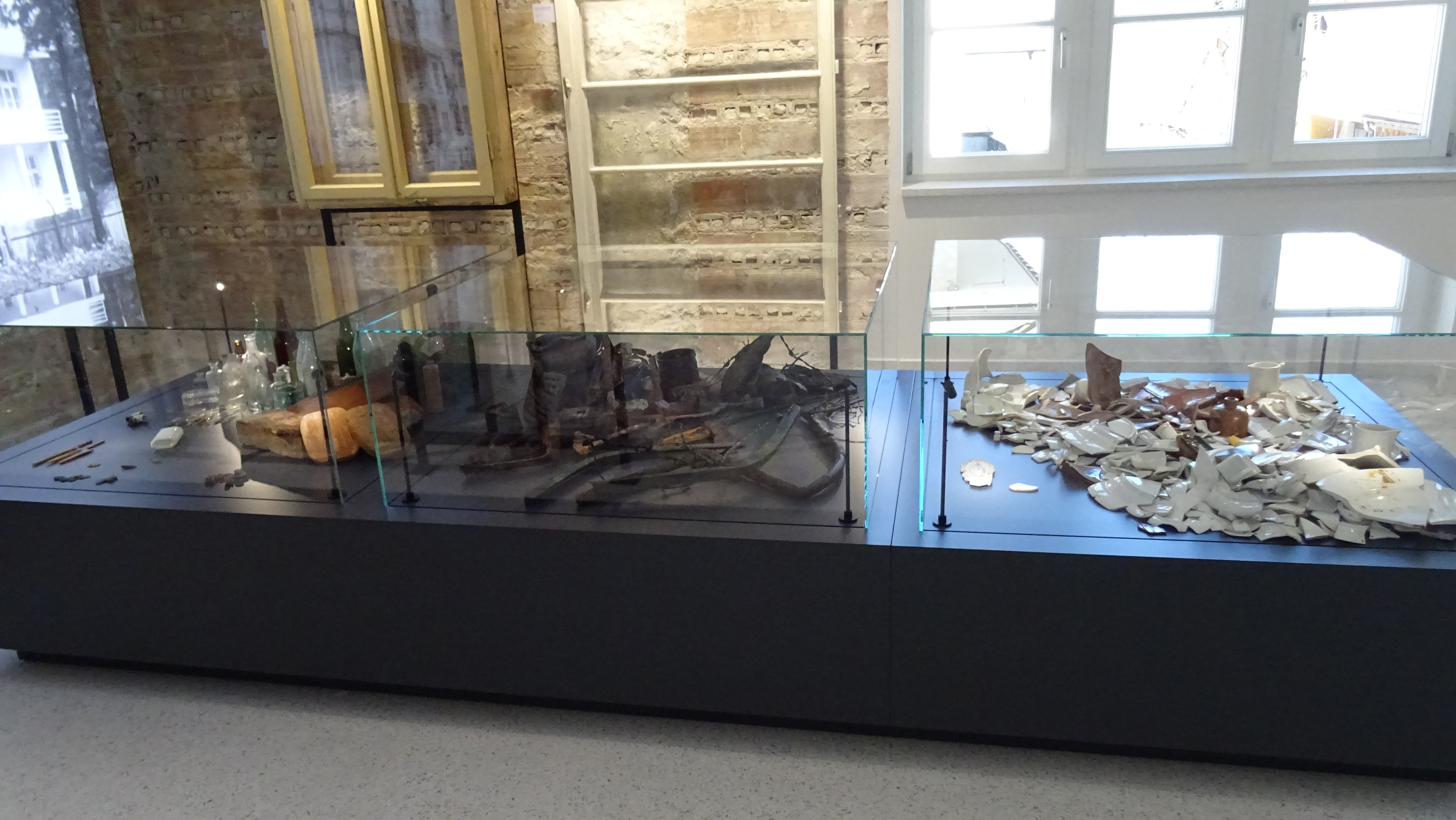
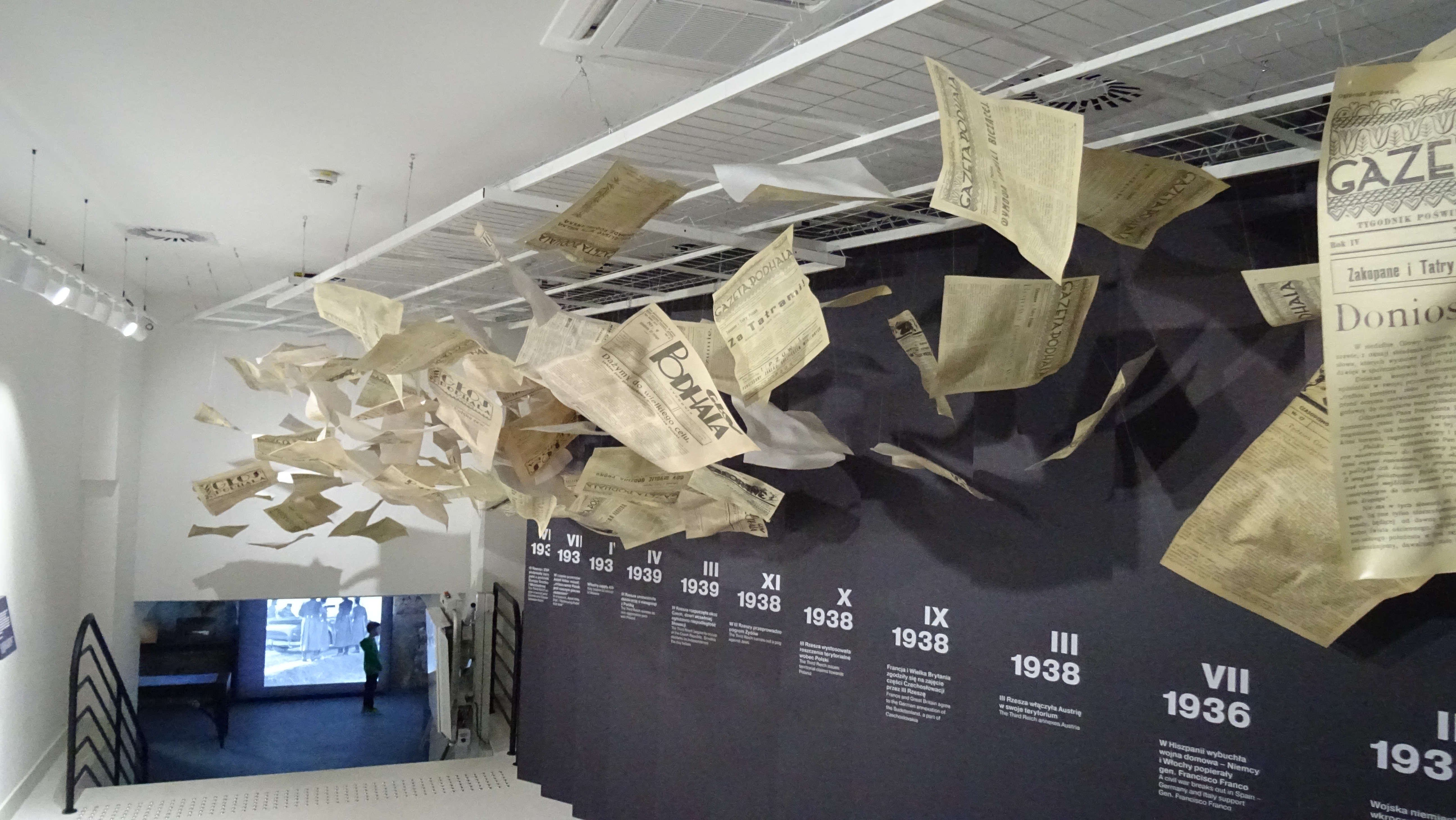
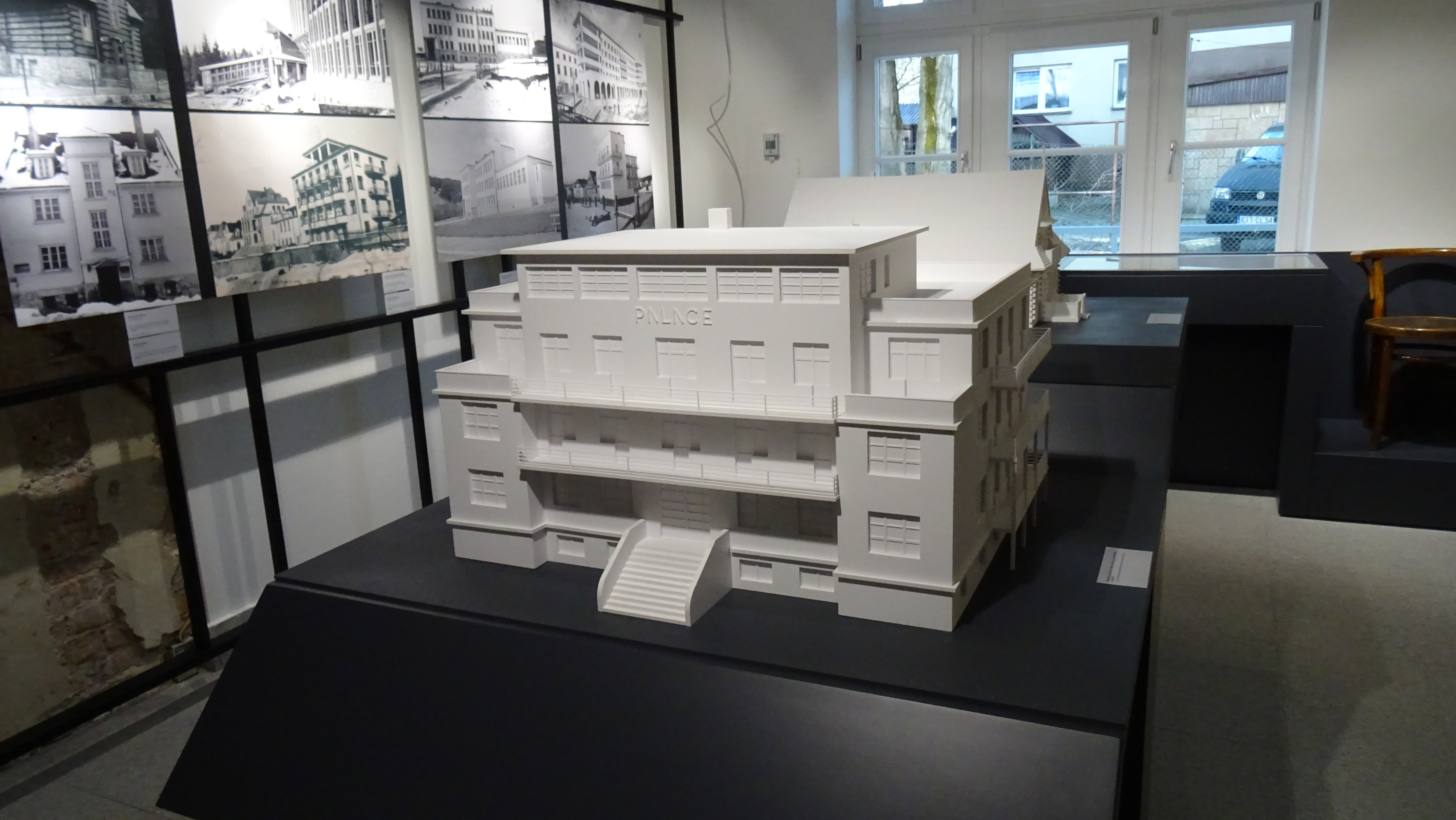
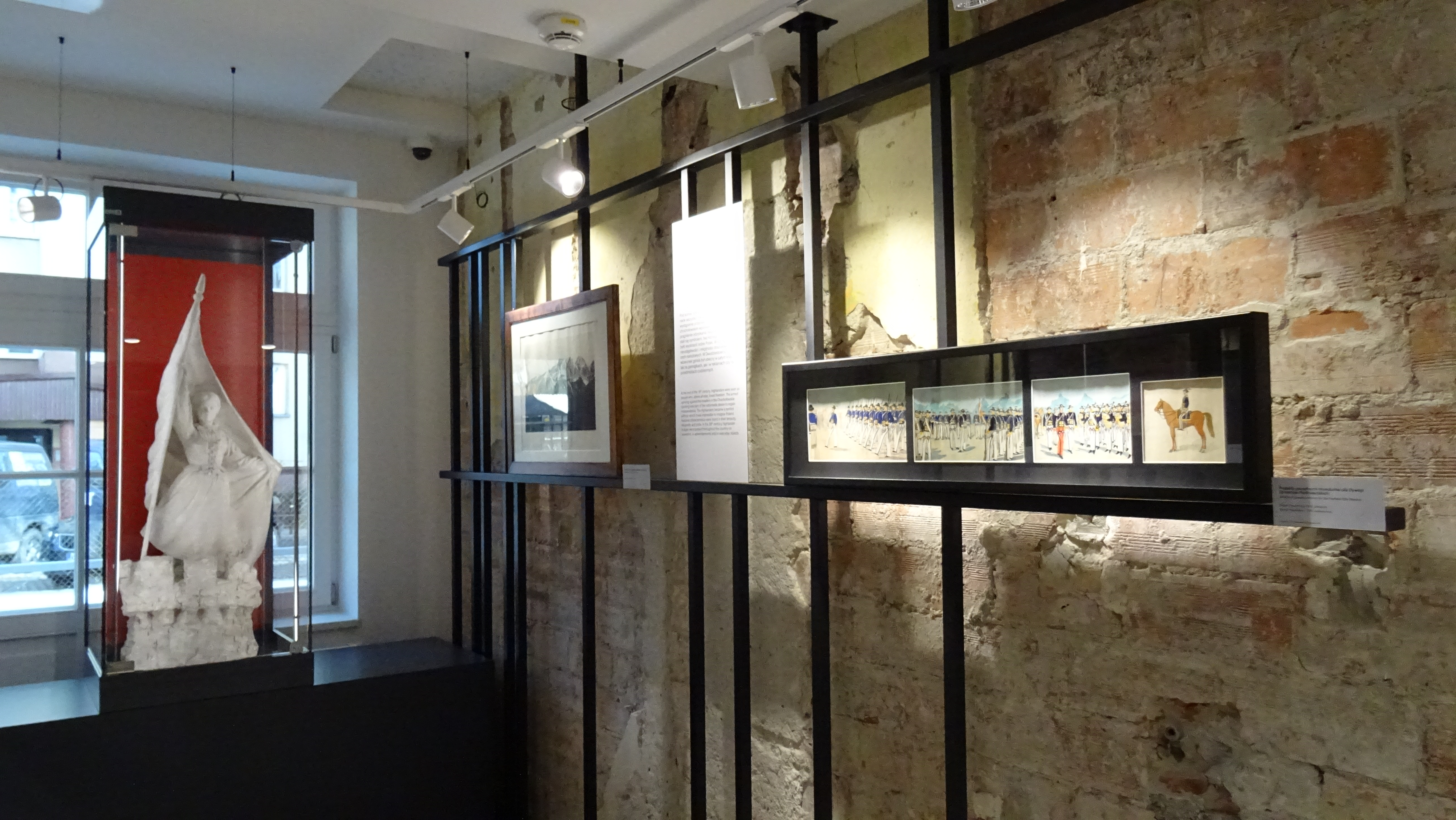
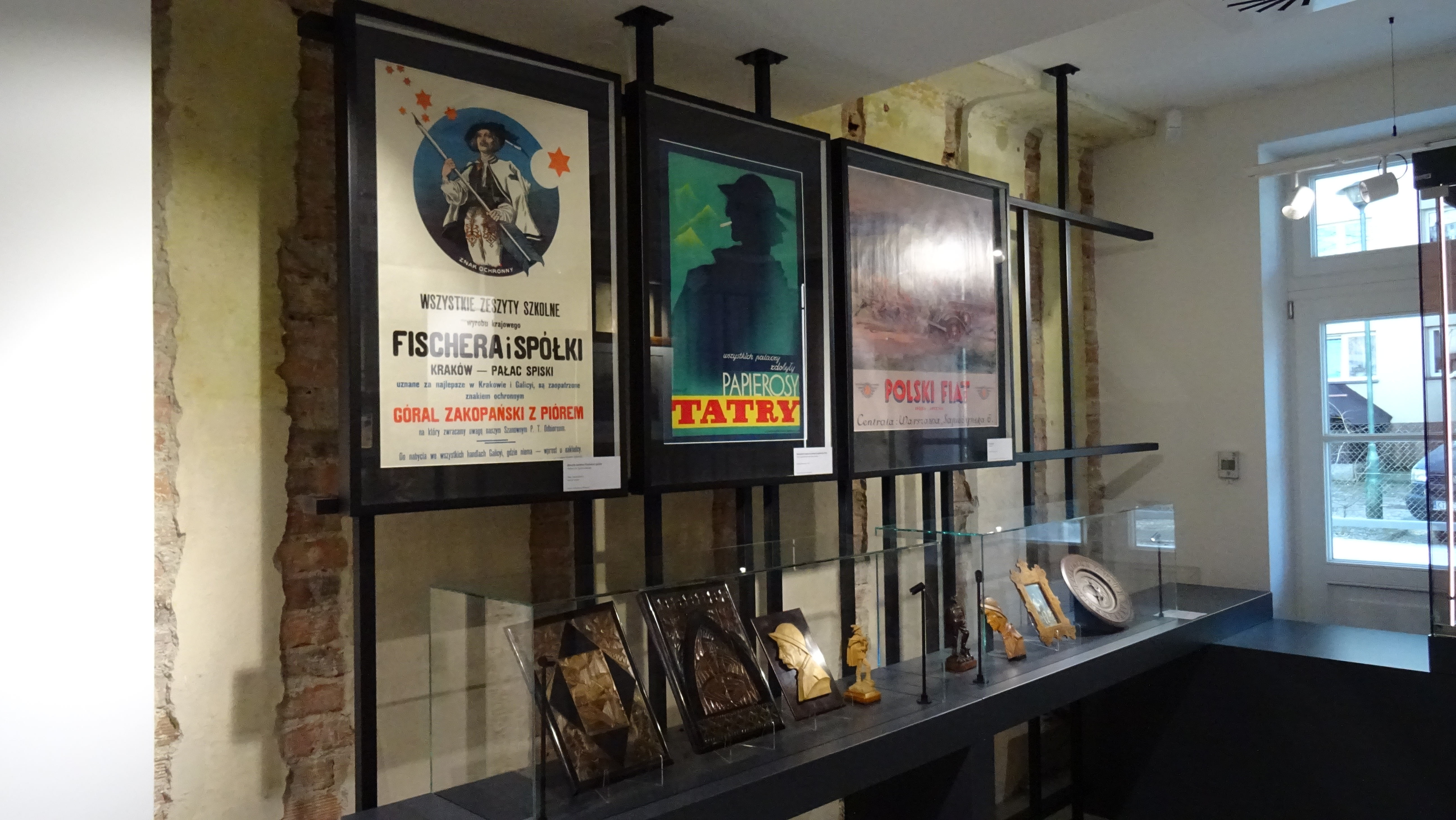